# 1749
1749 је била проста година.

## Рођења

### Април
- 28. август — Јохан Волфганг Гете, немачки књижевник

### Новембар
- 17. новембар — Никола Апер, француски проналазач († 1841)

### Децембар
- Непознат датум - Алекса Ненадовић, српски кнез. († 1804)